# Cooney Weiland
Ralph „Cooney“ Weiland (* 5. November 1904 in Seaforth, Ontario; † 3. Juli 1985) war ein kanadischer Eishockeyspieler, der von 1928 bis 1939 für die Boston Bruins, Ottawa Senators und Detroit Red Wings in der National Hockey League spielte.

## Karriere
Seine Juniorenzeit verbrachte er in Seaforth und Owen Sound, wo er 1924 den Memorial Cup gewann, bevor er nach Minneapolis wechselte. Von dort kam er gemeinsam mit Tiny Thompson 1928 in die NHL zu den Boston Bruins. Als einer der trickreichsten Spieler seiner Zeit spielte er mit Dit Clapper und Dutch Gaynor in der „Dynamite Line“. Gleich in seiner ersten Saison führten sie die Bruins zu ihrem ersten Spengler-Cup-Gewinn.
Eine von Weilands Stärken war das Unterzahlspiel, doch als die NHL in seiner zweiten Saison die Offensivregeln änderte, zeigte er vor allem seine Angriffsstärke und gewann den Scoringtitel. Nach Streitigkeiten mit Cheftrainer Art Ross wechselte er 1932 zu den Ottawa Senators, doch wegen finanzieller Schwierigkeiten musste man ihn bereits zu Beginn der zweiten Saison nach Detroit abgeben. Die Red Wings schickten Carl Voss und zusätzlich Geld nach Ottawa. Art Ross holte ihn 1935 zurück nach Boston. Nachdem er 1939 als Kapitän der Bruins noch einmal den Stanley Cup gewonnen hatte, beendete er seine Karriere und löste Ross als Trainer ab.
Nach zwei Jahren hinter der Bande der Bruins trainierte er noch einige Teams in der American Hockey League. 1969 übernahm er noch einmal einen Trainerposten an der Harvard University.
1971 wurde Weiland mit der Aufnahme in die Hockey Hall of Fame geehrt.

## Auszeichnungen
- Memorial Cup: 1924
- NHL-Topscorer: 1930 (später wurde hierfür die Art Ross Trophy vergeben)
- Bester Torschütze: 1930 (später wurde hierfür die Maurice Richard Trophy vergeben)
- Second All-Star Team: 1935
- First All-Star Team: 1941 (als Trainer)
- Lester Patrick Trophy: 1972